# چشم خرچنگی
چشم خرچنگی (نام علمی: Abrus precatorius) نام یک گونه از تیره باقلاییان است.

## نگارخانه

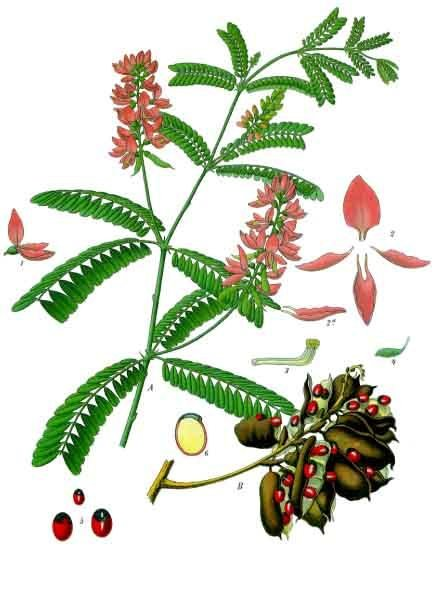
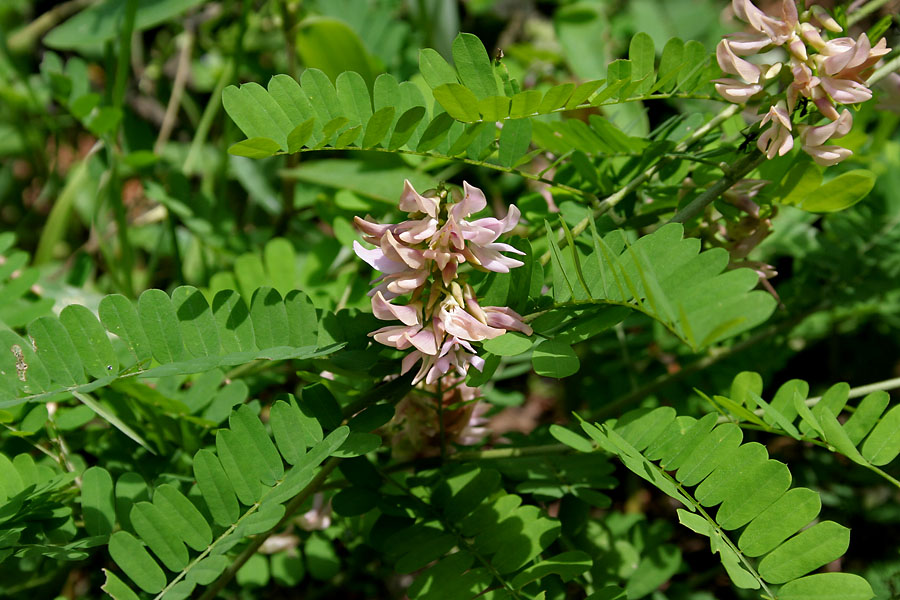
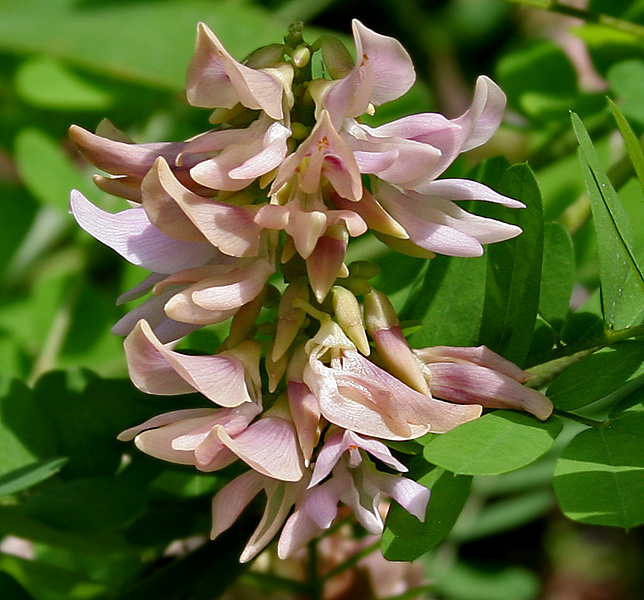
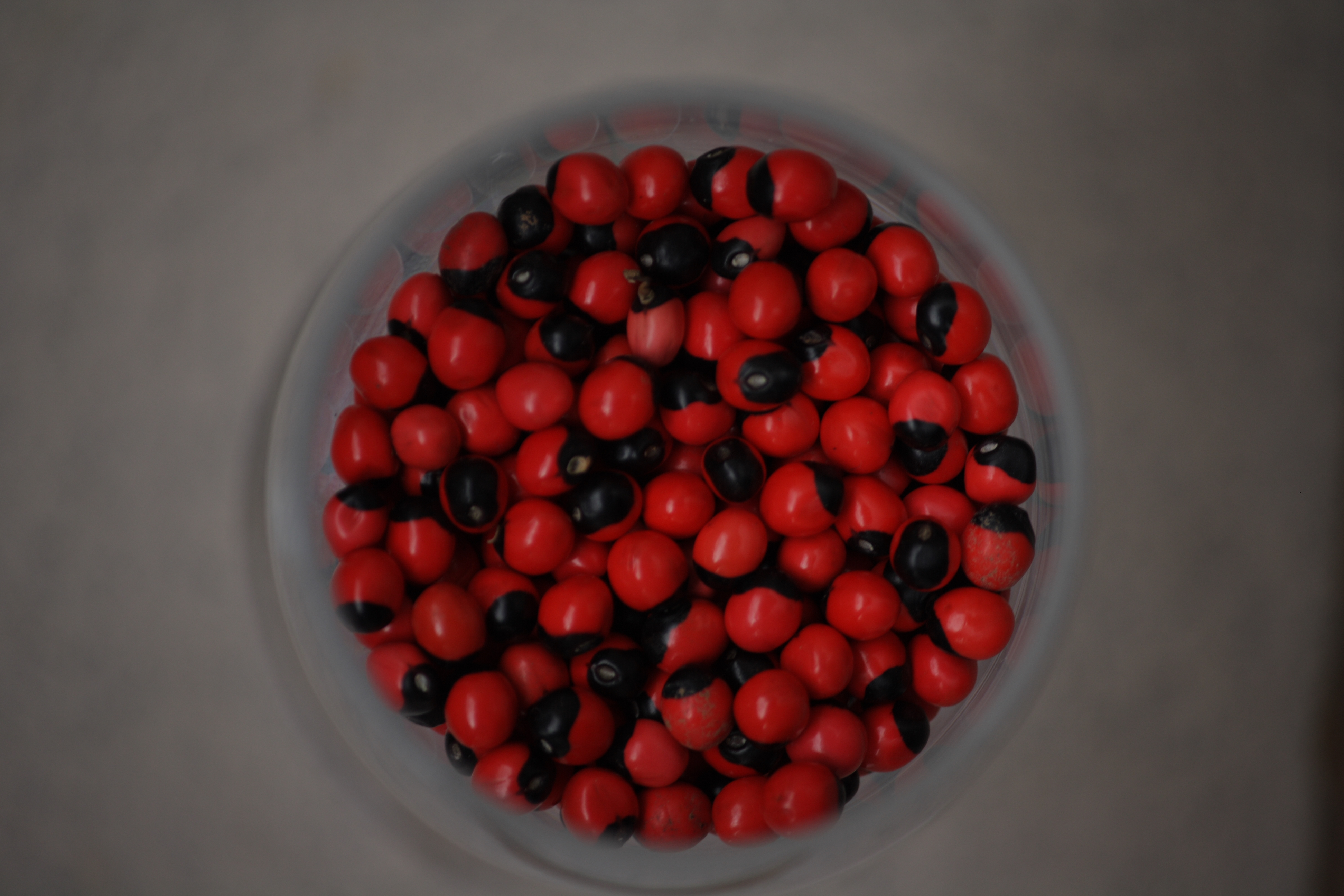